# Macrophya kathmanduensis
Macrophya kathmanduensis – gatunek błonkówki  z rodziny pilarzowatych i podrodziny Tenthredininae.
Gatunek ten opisany został w 2000 roku przez Attilę Harisa na podstawie pojedynczej samicy odłowionej w 1983 roku.
Błonkówka ta ma ciało o długości 7,8 mm. Głowa jej jest czarna z białymi elementami, w tym głaszczkami i policzkami. Przedni brzeg nadustka jest szeroko, prostokątnie wykrojony na głębokość około ⅓ jego długości. Barwa nadustka jest biała z poziomą czarną plamką pośrodku, a wargi górnej biała z czarną kropką u nasady. Gęste granulowanie cechuje powierzchnię ciemienia i skroni. Owłosienie głowy jest gęste i białe. Tułów jest czarny z kilkoma białymi kropkami i brązowymi cenchri. Odnóża są czarno-białe z brązowymi pazurkami i przednimi stopami. Przezroczyste skrzydła cechuje czarne użyłkowanie i pterostygma. Odwłok jest czarny z białymi kropkami.
Owad znany wyłącznie z lokalizacji typowej w nepalskim Katmandu.